# Johann Georg Styrzel

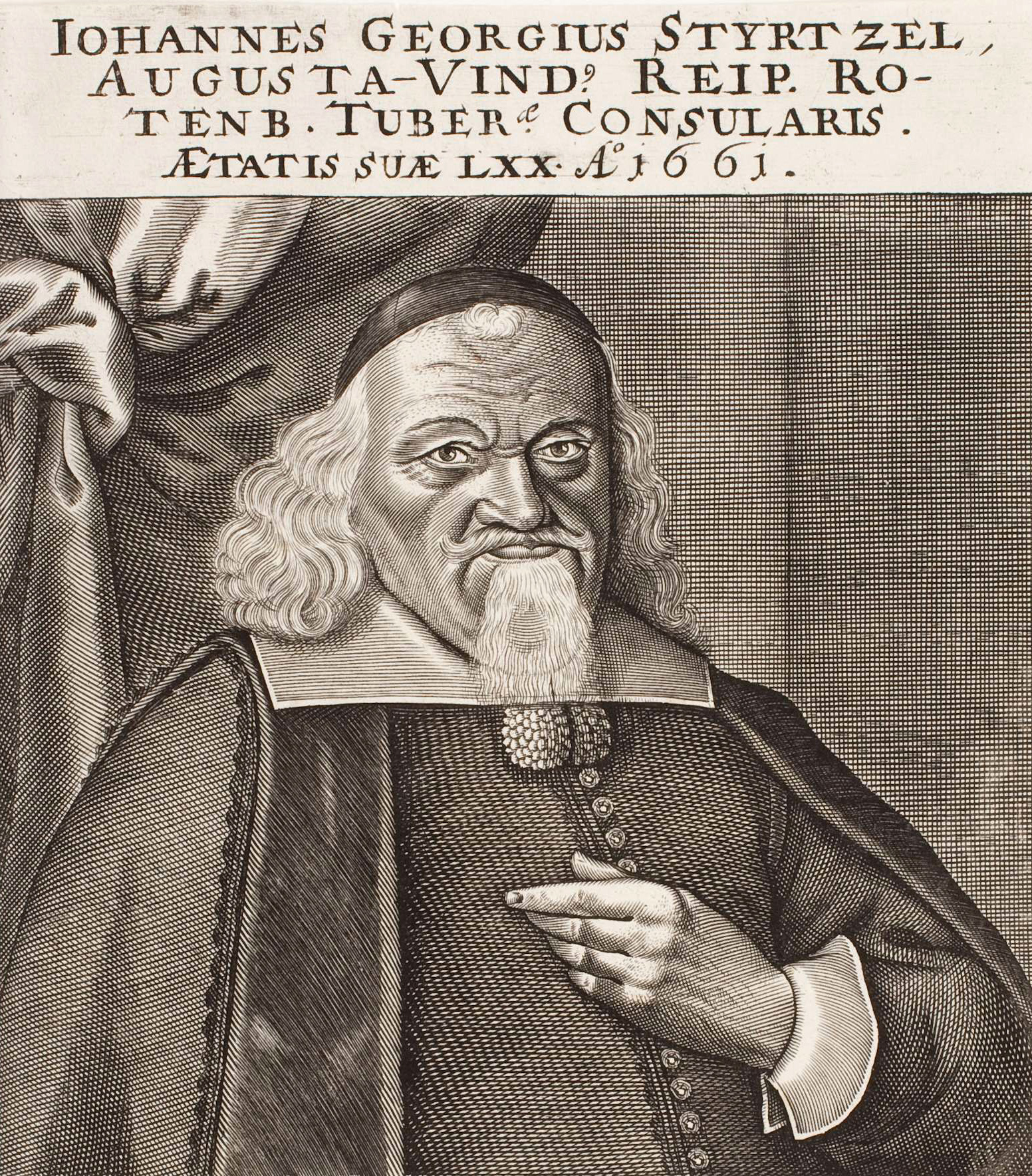
Johann Georg Styrzel 1661 im Alter von 70 Jahren

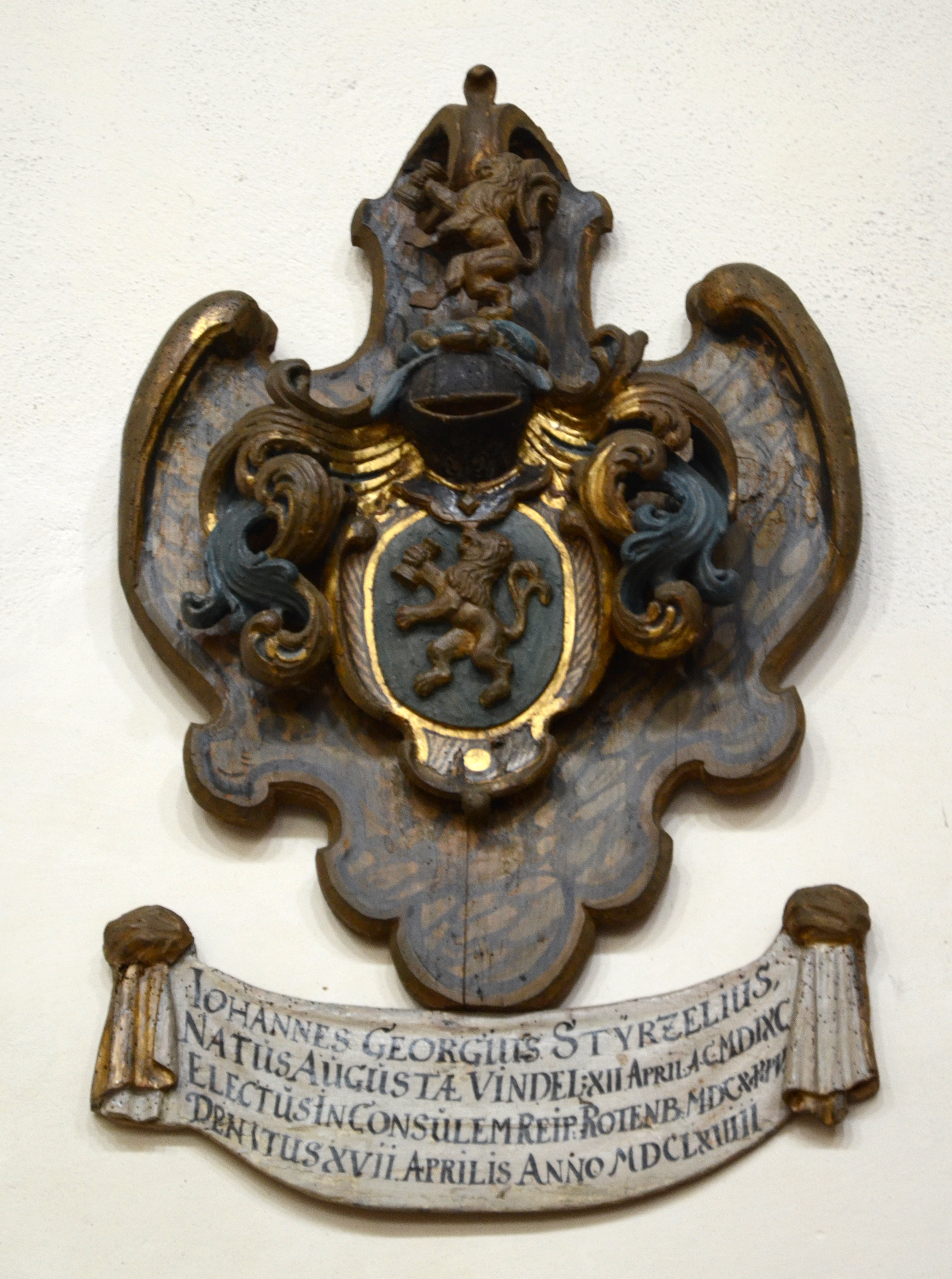
Wappentafel des Johann Georg Styrzel in der Franziskanerkirche in Rothenburg

Johann Georg Styrzel (auch Iohannes Georgius Styrtzel, Styrzelius, Stürzel) (* 12. April 1591 in Augsburg; † 17. April 1668 in Rothenburg ob der Tauber) war ein deutscher Philologe und Jurist, der als Richter, Rat und Bürgermeister die Geschicke der Reichsstadt Rothenburg ob der Tauber über vier Jahrzehnte mitbestimmte. Außerdem war er als Literaturwissenschaftler bekannt, der sich für zeitgenössische deutsche Literatur und lateinische Lyrik interessierte und mit vielen seiner Zeitgenossen in ganz Deutschland in einem regen Austausch stand.

## Herkunft und Ausbildung
Johann Georg Styrzel stammte aus einer gelehrten schwäbischen Beamtenfamilie und wurde 1591 in Augsburg evangelisch getauft. Sein Vater Johannes Styrzel (1545–1608) war Doktor der Rechte und ab 1578 Ratsschreiber in Augsburg. Von seinen elf Geschwistern erreichten zwei Brüder und zwei Schwestern das Erwachsenenalter. Er besuchte vermutlich das St. Anna Gymnasium in Augsburg, wo er die lateinische und griechische Sprache erlernte, ohne die das Universitätsstudium und seine spätere literarische Betätigung nicht möglich gewesen wären. 1609, ein Jahr nach dem Tod seines Vaters, begann er zusammen mit seinem jüngeren Bruder Johann Philipp das Studium in Jena. Er studierte Philosophie, Philologie, Rechtswissenschaften und Geschichte. Aus dem pestgefährdeten Jena zog er 1611 nach Tübingen um, wo er sein Jurastudium fortsetzte, das er 1613–1616 an der Universität Altdorf abschloss. Nach insgesamt siebenjährigem Studium kehrte er 1616 nach Augsburg zurück. In den folgenden Jahren sammelte er Berufserfahrung bei seinem älteren Bruder Matthäus Styrzel, der ebenfalls Doktor der Rechte war und ab 1617 als Ratsadvokat in Ulm amtierte.

## Wirken in Rothenburg

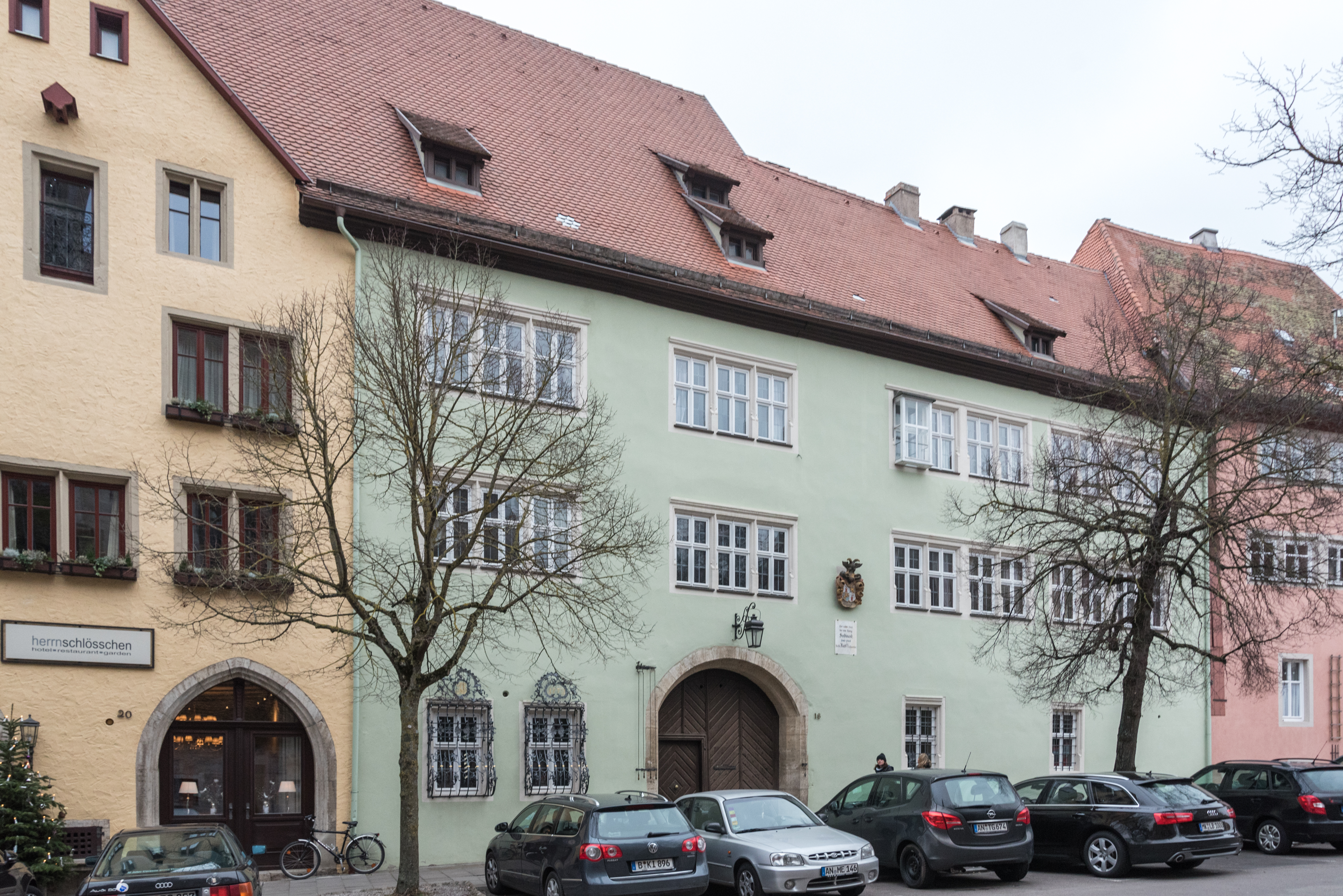
Wohnhaus in der Herrngasse 18 (Von Staud'sches Haus)

1624 heiratete er als fast 33-Jähriger im fränkischen Rothenburg ob der Tauber, die 28-jährige verwitwete Margaretha Guckenberger, deren Vater Mitglied im Inneren Rat der Stadt war und die seit 1619 mit dem Äußeren Rat und Pfleger Martin Mylegg verheiratet war. Im selben Jahr erwarb er das Rothenburger Bürgerrecht und das große Haus Nr. 18 in der Herrengasse (später das „Staudt’sche Haus“ genannt). Zugleich wurde er in den Äußeren Rat der Stadt berufen und zum äußeren Bürgermeister gewählt. Bereits ein Jahr später bekam er ein juristisches Amt als Assessor im Bauerngericht. 1628 wurde er Mitglied des Inneren Rats, d. h. des regierenden Gremiums. 1633 wählte man ihn zum Reichsrichter und damit in das wichtigste juristische Amt der Reichsstadt Rothenburg. Regierender Bürgermeister (consul regens) war er insgesamt 15-mal, jeweils für ein halbes Jahr, erstmals 1635.
Johann Georg Styrzel hatte neben seinen juristischen auch ausgeprägte literarische und poetische Fähigkeiten. Er betrieb eine sehr umfangreiche Korrespondenz mit einem großen Teil der gelehrten und literarischen Welt des damaligen Heiligen Römischen Reichs Deutscher Nation. In Tausenden von Briefen tauschte er Gedanken und Informationen über geistlich-religiöse, historisch-politische und vor allem literarisch-poetische Themen mit anderen Gelehrten aus. Seine Korrespondenten waren neben seinen Schul- und Studienfreunden, die inzwischen oft auch selbst in höhere Positionen aufgestiegen waren, Geistesgrößen seiner Zeit, die meist in den Reichs- und Universitätsstädten lebten, vor allem in Augsburg, Ulm, Nürnberg, Stuttgart, Straßburg, Tübingen aber auch Marburg, Breslau, Wittenberg und viele andere. Dazu zählten u. v. a. Johann Peter Lotichius, die Straßburger Professoren Matthias Bernegger und Johann Heinrich Boeckler, Johann Balthasar Schupp, die Gebrüder Johann Michael und Quirinus Moscherosch. Eng verbunden war Styrzel den während des Dreißigjährigen Krieges neu entstehenden Sprachgesellschaften Aufrichtige Tannengesellschaft, Elbschwanenorden und Pegnesischer Blumenorden. Styrzel war außerdem ein Meister der kleinen lateinischen Lyrikformen, der Epigramme. Die Gedichte selbst waren meist Gelegenheitsgedichte und Casualpoesie für bestimmte Anlässe wie Hochzeiten, Taufen, Begräbnisse, Jubiläen und Feiern jeder Art.
Im Dreißigjährigen Krieg hatte das protestantische Rothenburg und seine Umgebung massiv unter der Besatzung und Plünderung kaiserlicher Truppen zu leiden und zwar 1626, aber vor allem Ende 1631, als 60.000 Mann unter General Tilly die Stadt eingenommen hatten. Styrzel war als Bürger und als Repräsentant der Stadt davon direkt betroffen und schilderte dies in verschiedenen Briefen.
Seine Ehe mit Margaretha Guckenberger währte 34 Jahre, blieb aber kinderlos. Als sie 1658 starb, war Johann Georg Styrzel 67 Jahre alt. Fünf Monate später heiratete er die 20-jährige Barbara Ries. Dieser gewaltige Altersunterschied war sicherlich auch damals ganz ungewöhnlich. Sechs Jahre später wurde ein Sohn und drei Jahre danach eine Tochter geboren. Ein Jahr später, 1668, starb Johann Georg im Alter von 77 Jahren. Nach seinem Tod wurden zahlreiche Nachrufe in Form von Leichenpredigten und Gedächtnisgedichten veröffentlicht. Darin wurde er in blumigen Superlativen gerühmt wie z. B. „Licht des Jahrhunderts“ (seculi lumen), „unvergleichlicher Dichter“ (poeta incomparabilis).

## Abstammung
Der Großvater väterlicherseits von Johann Georg Styrzel war Matthäus Styrzel, der 1541 als Vogt in Holzheim bei Lauingen an der Donau einen Wappenbrief von Kaiser Karl V. erhielt. Dass es sich hierbei um einen Sohn des Hofkanzlers Konrad Stürtzel von Buchheim handelt, wie in einem Rothenburger Familienbuch aus dem 18. Jahrhundert behauptet und der neueren Literatur übernommen wird, ist nicht belegt und wahrscheinlich aufgrund der Namensgleichheit und zeitlichen Nähe nur vermutet.